# Fernandezina pulchra
Fernandezina pulchra là một loài nhện trong họ Palpimanidae. Loài này được phát hiện ở Argentina.